# Супутник-пастух

Прометей (праворуч) і Пандора (ліворуч) обертаються біля кільця F Сатурна, але пастухом вважається лише Прометей.

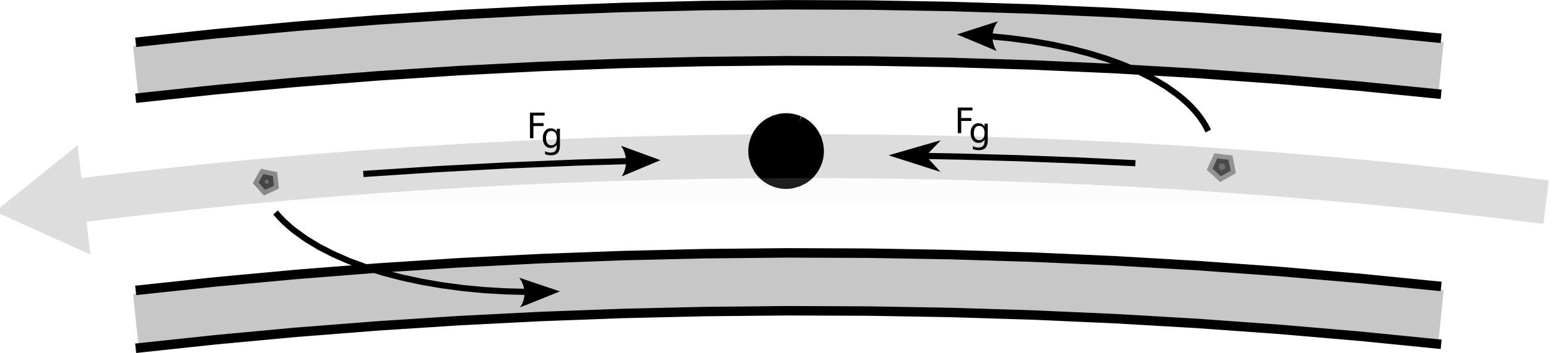
Рух супутника-пастуха — частинки розташовані попереду або позаду супутника на його орбіті, тому вони або прискорюються в напрямку супутника й викидаються назовні, або сповільнюються та втягуються всередину.

Супутник-пастух, або супутник-сторож (англ. shepherd moon, herder moon, watcher moon) — невеликий природний супутник, який своєю гравітацією очищає щілину в матеріалі планетарного кільця або утримує частинки всередині кільця. Таким чином, супутник, неначе пастух, «пасе» «стадо» частинок кільця — звідки й назва.
Супутник-пастух своєю гравітацією захоплює частинки кільця й відхиляє їх від початкових орбіт за рахунок орбітального резонансу. Через це в системі кілець виникають розриви, як-от відома щілина Кассіні, а також інші характерні смуги або дивні «закручені» деформації кілець.

## Відкриття
Гіпотезу про існування супутників-пастухів було висунуто на початку 1979 року. Спостереження кілець Урана показували, що вони дуже тонкі й чітко виражені, з різкими проміжками між кільцями. Щоб пояснити цей факт, Пітер Голдрайх і Скотт Тремейн припустили, що кожне кільце могли «обмежувати» два невеликі супутники, які на той час ще не були відкриті. Перші зображення супутників-пастухів пізніше того ж року зробив «Вояджер-1».

## Приклади

### Юпітер
Кілька внутрішніх малих супутників Юпітера, а саме Метіда та Адрастея, перебувають у системі кілець Юпітера, а також усередині межі Роша Юпітера. Цілком можливо, що ці кільця складаються з матеріалу, який відривається від цих двох тіл під дією приливних сил Юпітера — можливо, завдяки ударам матеріалу кілець об їхні поверхні.

### Сатурн
У складній системі кілець Сатурна є кілька супутників-пастухів. До них належать Прометей (кільце F), Дафніс (щілина Кілера), Пан (щілина Енке), Янус і Епіметей (обидва — кільце A).

### Уран
В Урана також є супутники-пастухи в кільці ε — Корделія та Офелія; це внутрішній та зовнішній пастухи відповідно. Обидва супутники перебувають у межах радіуса синхронної орбіти Урана, тому їхні орбіти повільно зменшуються через припливне уповільнення.

### Нептун
Кільця Нептуна дуже незвичайні тим, що під час спостережень з Землі здається що вони складаються з неповних дуг. Але зображення «Вояджера-2» показали, що це повні кільця з яскравими згустками. Вважається, що за цю нерівномірність «відповідає» гравітаційний вплив супутника-пастуха Галатеї та, можливо, інших ще не відкритих супутників-пастухів.

### Малі планети
Виявлено кільця навколо деяких кентаврів. Кільця Харікло надзвичайно чіткі, і є підозра, що вони або дуже молоді, або утримуються на місці супутником-пастухом, маса якого сумірна з масою. Також вважається, що кільця, схожі за формою на кільця Харікло, є в Хірона.